# Edward Gustaw Steffen

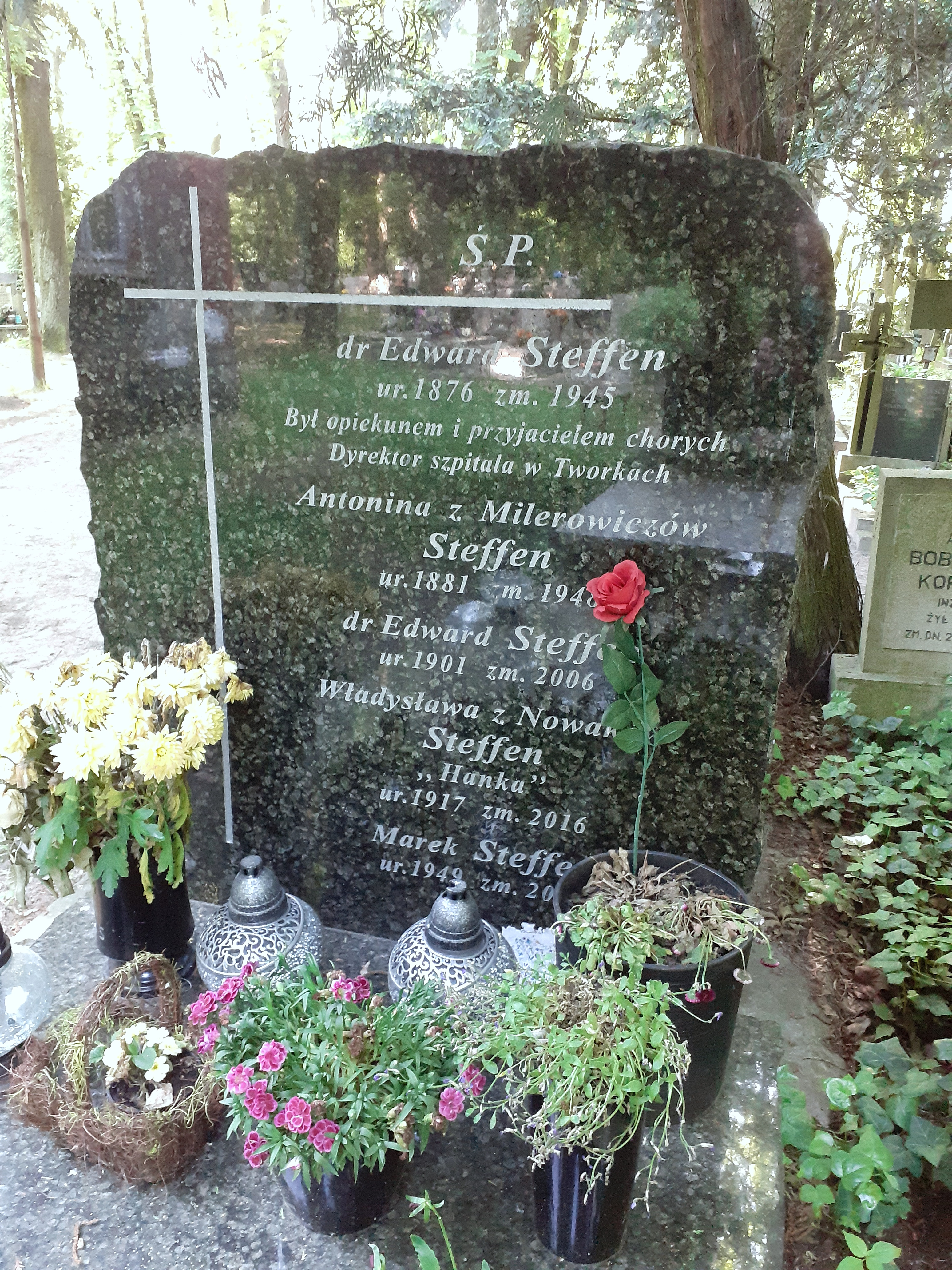
Grobowiec rodzinny Edwarda Steffena, stan w maju 2023

Edward Gustaw Steffen (ur. 7 października 1876 w Choroszczy, zm. 6 kwietnia 1945 w Tworkach) – polski lekarz psychiatra.

## Życiorys
Syn Karola Adolfa Steffena i Amelii z Klanków. Po ukończeniu ze złotym medalem gimnazjum w Kielcach podjął studia medyczne na Uniwersytecie Moskiewskim. Od jesieni 1903 do 1905 był młodszym ordynatorem szpitala w Tworkach. W 1906, razem ze Stanisławem Bucelskim, Karolem Rychlińskim i Józefem Klankiem założył prywatne sanatorium dla chorych umysłowo „Wrzesin”. W lipcu 1915 roku ewakuowany do Rosji, był lekarzem Czerwonego Krzyża i kierownikiem szpitala dla chorych psychicznie w Permie. Od 1921 do 1922 dyrektor szpitala w Drewnicy, od 1922 do 1929 lekarz ubezpieczalni społecznej w Pruszkowie. Był radnym miejskim Pruszkowa. W 1929 ponownie został ordynatorem w szpitalu w Tworkach. Podczas okupacji niemieckiej, po śmierci Witolda Łuniewskiego, zastąpił go na stanowisku dyrektora szpitala. Zmarł w kwietniu 1945, został pochowany na przyszpitalnym cmentarzu.
Z małżeństwa z Antoniną Milerowicz (1881–1948), zawartego 29 listopada 1900, urodziło się pięcioro dzieci – Edward, Tadeusz, Barbara, Maria i Stanisław.

## Ordery i odznaczenia
- Złoty Krzyż Zasługi (11 listopada 1936)[3]